# Antagonisty receptorów nikotynowych
Antagonisty receptorów nikotynowych – leki antycholinergiczne działające m.in. jako ganglioplegiki.
| Mechanizm                                                   | Antagonista            | Typ receptora | Zastosowanie kliniczne                                              |
| ----------------------------------------------------------- | ---------------------- | ------------- | ------------------------------------------------------------------- |
| Ganglioplegiki                                              | heksametonium          | typ zwojowy   | brak                                                                |
| Ganglioplegiki                                              | mekamylamina           | typ zwojowy   |                                                                     |
| Ganglioplegiki                                              | trimetafan             | typ zwojowy   | w celu obniżenia ciśnienia krwi podczas operacji (rzadko stosowany) |
| Niedepolaryzujące środki blokujące płytkę nerwowo-mięśniową | atrakurium             | typ mięśniowy | miorelaksant w anestezji                                            |
| Niedepolaryzujące środki blokujące płytkę nerwowo-mięśniową | doksakurium            | typ mięśniowy |                                                                     |
| Niedepolaryzujące środki blokujące płytkę nerwowo-mięśniową | miwakurium             | typ mięśniowy |                                                                     |
| Niedepolaryzujące środki blokujące płytkę nerwowo-mięśniową | pankuronium            | typ mięśniowy | miorelaksant w anestezji                                            |
| Niedepolaryzujące środki blokujące płytkę nerwowo-mięśniową | tubokuraryna           | typ mięśniowy | rzadko stosowany                                                    |
| Niedepolaryzujące środki blokujące płytkę nerwowo-mięśniową | wekuronium             | typ mięśniowy | miorelaksant w anestezji                                            |
| Depolaryzujące środki blokujące płytkę nerwowo-mięśniową    | suksametonium          | typ mięśniowy |                                                                     |
| Antagonisty nikotynowe działające ośrodkowo                 | 18-metoksykoronarydyna | α3β4          |                                                                     |